# 東経124度線
東経124度線（とうけい124どせん）は、本初子午線面から東へ124度の角度を成す経線である。北極点から北極海、アジア、太平洋、オーストラリア、インド洋、南極海、南極大陸を通過して南極点までを結ぶ。東経124度線は西経56度線と共に大円を形成する。

## 通過する国・地点
東経124度線は、北極点から南極点まで南に向かって以下の場所を通っている。
| 地理座標                                               | 国土・領土・領海 | 備考 |
| ------------------------------------------------------ | ---------------- | --- |
| 北緯90度0分 東経124度0分 / 北緯90.000度 東経124.000度  | 北極海           | |
| 北緯77度55分 東経124度0分 / 北緯77.917度 東経124.000度 | ラプテフ海       | |
| 北緯73度48分 東経124度0分 / 北緯73.800度 東経124.000度 | ロシア           | レナ川デルタを通過 |
| 北緯53度25分 東経124度0分 / 北緯53.417度 東経124.000度 | 中華人民共和国   | 黒龍江省 内モンゴル自治区（北緯51度15分 東経124度0分 / 北緯51.250度 東経124.000度から） 黒龍江省（北緯48度23分 東経124度0分 / 北緯48.383度 東経124.000度から） 吉林省（北緯45度54分 東経124度0分 / 北緯45.900度 東経124.000度から） 遼寧省（北緯43度17分 東経124度0分 / 北緯43.283度 東経124.000度から） |
| 北緯39度48分 東経124度0分 / 北緯39.800度 東経124.000度 | 黄海             | |
| 北緯33度17分 東経124度0分 / 北緯33.283度 東経124.000度 | 東シナ海         | |
| 北緯24度20分 東経124度0分 / 北緯24.333度 東経124.000度 | 日本             | 小浜島、黒島 |
| 北緯24度13分 東経124度0分 / 北緯24.217度 東経124.000度 | 太平洋           | フィリピン海 — フィリピン・ルソン島（北緯13度43分 東経123度58分 / 北緯13.717度 東経123.967度）の東を通過 — フィリピン・カタンドゥアネス島（北緯13度39分 東経124度1分 / 北緯13.650度 東経124.017度）の西を通過                                                                                            |
| 北緯13度17分 東経124度0分 / 北緯13.283度 東経124.000度 | フィリピン       | アグタヤ島（英語版） |
| 北緯13度13分 東経124度0分 / 北緯13.217度 東経124.000度 | アルバイ湾       | |
| 北緯13度5分 東経124度0分 / 北緯13.083度 東経124.000度  | フィリピン       | ルソン島 |
| 北緯12度33分 東経124度0分 / 北緯12.550度 東経124.000度 | サマール海       | |
| 北緯12度2分 東経124度0分 / 北緯12.033度 東経124.000度  | フィリピン       | マスバテ島 |
| 北緯11度48分 東経124度0分 / 北緯11.800度 東経124.000度 | ビサヤン海       | |
| 北緯11度16分 東経124度0分 / 北緯11.267度 東経124.000度 | フィリピン       | セブ島、マクタン島 |
| 北緯10度17分 東経124度0分 / 北緯10.283度 東経124.000度 | ボホール海峡     | |
| 北緯9度58分 東経124度0分 / 北緯9.967度 東経124.000度   | フィリピン       | ボホール島 |
| 北緯9度36分 東経124度0分 / 北緯9.600度 東経124.000度   | ミンダナオ海     | |
| 北緯8度11分 東経124度0分 / 北緯8.183度 東経124.000度   | フィリピン       | ミンダナオ島 |
| 北緯7度38分 東経124度0分 / 北緯7.633度 東経124.000度   | セレベス海       | イラナ湾（英語版） |
| 北緯7度3分 東経124度0分 / 北緯7.050度 東経124.000度    | フィリピン       | ミンダナオ島 |
| 北緯6度48分 東経124度0分 / 北緯6.800度 東経124.000度   | セレベス海       | |
| 北緯0度53分 東経124度0分 / 北緯0.883度 東経124.000度   | インドネシア     | スラウェシ島（ミナハサ半島） |
| 北緯0度22分 東経124度0分 / 北緯0.367度 東経124.000度   | モルッカ海       | |
| 南緯1度49分 東経124度0分 / 南緯1.817度 東経124.000度   | インドネシア     | Timpaus島 |
| 南緯1度51分 東経124度0分 / 南緯1.850度 東経124.000度   | バンダ海         | |
| 南緯5度45分 東経124度0分 / 南緯5.750度 東経124.000度   | インドネシア     | トゥカンベシ諸島（英語版） |
| 南緯5度58分 東経124度0分 / 南緯5.967度 東経124.000度   | バンダ海         | |
| 南緯8度20分 東経124度0分 / 南緯8.333度 東経124.000度   | インドネシア     | パンタール島 |
| 南緯8度25分 東経124度0分 / 南緯8.417度 東経124.000度   | サヴ海           | |
| 南緯9度20分 東経124度0分 / 南緯9.333度 東経124.000度   | インドネシア     | ティモール島 |
| 南緯10度16分 東経124度0分 / 南緯10.267度 東経124.000度 | ティモール海     | |
| 南緯11度45分 東経124度0分 / 南緯11.750度 東経124.000度 | インド洋         | |
| 南緯16度15分 東経124度0分 / 南緯16.250度 東経124.000度 | オーストラリア   | 西オーストラリア州 |
| 南緯33度26分 東経124度0分 / 南緯33.433度 東経124.000度 | インド洋         | オーストラリア当局は当海域が南極海の一部である旨を主張している[1][2] |
| 南緯60度0分 東経124度0分 / 南緯60.000度 東経124.000度  | 南極海           | |
| 南緯66度9分 東経124度0分 / 南緯66.150度 東経124.000度  | 南極大陸         | オーストラリア南極領土 - オーストラリアが領有権主張 |